# 2024 en Chine
Cette page concerne des événements qui se sont produits durant l'année 2024 du calendrier grégorien en Chine.
 2022 par pays en Asie — 2023 par pays en Asie — 2024 par pays en Asie — 2025 par pays en Asie — 2026 par pays en Asie

## Événements

### Janvier
- 22 janvier : séisme à la frontière avec le Kirghizistan.

### Mars
- 23 mars : La loi sur la sauvegarde de la sécurité nationale, adoptée par le Conseil législatif, entre en vigueur à Hong Kong. La nouvelle loi autorise une détention provisoire pouvant aller jusqu'à 16 jours et restreint les droits légaux des suspects, y compris leur accès à des avocats[1].

### Mai
- 1er mai : un effondrement d'autoroute fait au moins 48 morts à Meizhou (Guangdong), après des jours de fortes pluies[2].
- 3 mai : La Chine lance le vaisseau spatial Chang'e 6 pour une mission de deux mois visant à collecter des échantillons de roches et de sols lunaires sur la face cachée de la Lune[3].
- 30 mai : la justice de Hong Kong condamne quatorze militants et hommes politiques coupables de subversion en vertu de sa loi sur la sécurité nationale[4].

### Juin
- 18 juin : au moins neuf personnes sont tuées et 15 sont portées disparues lors de glissements de terrain provoqués par des inondations dans les provinces du Guangdong et du Fujian[5].

### Juillet
- 20 juillet : un pont autoroutier, qui surplombe une rivière, s'effondre partiellement à Shangluo dans la province du Shaanxi ; le bilan est au moins 12 morts et plus de 30 disparus[6].
- 26 juillet : le « désert de Badain Jaran – tours de sable et lacs »[7] est inscrit sur la liste du patrimoine mondial par l'UNESCO[8].

### Août
- x

### Septembre
- x

### Octobre
- 9 octobre : en atteignant la cime du Shishapangma, le Sherpa népalais Nima Rinji Sherpa devient la plus jeune personne à avoir gravi les 14 sommets de plus de 8 000 mètres d'altitude, à 18 ans[9].

### Novembre
- 11 novembre : une attaque à la voiture-bélier dans le Zhuhui Stadium (en) de Zhuhai fait, selon la police chinoise 35 morts et 43 blessés[10].
- 16 novembre : huit personnes sont tuées, et dix-sept autres blessées lors d'une attaque au couteau sur le campus de l'Institut professionnel des arts et technologies de Wuxi à Yixing (Wuxi), dans l'est de la Chine. Le suspect, un étudiant  est arrêté[11].

### Décembre
- x

#### Articles sur l'année 2024 en Chine
- Pandémie de Covid-19 en Chine

#### L'année sportive 2024 en Chine
- Championnat de Chine de football
- Grand Prix automobile de Chine 2024
- Chine aux Jeux olympiques d'été de 2024

#### L'année 2024 dans le reste du monde
- L'année 2024 dans le monde
- 2024 par pays en Amérique, 2024 au Canada, 2024 au Québec, 2024 aux États-Unis
- 2024 en Europe, 2024 en Belgique, 2024 en France, 2024 en Italie, 2024 en Suisse
- 2024 en Afrique • 2024 par pays en Asie • 2024 par pays en Océanie
- 2024 aux Nations unies
- Décès en 2024